# Scandalo a Londra
Scandalo a Londra (Touch of Pink) è un film commedia a tematica gay del 2004 diretto da Ian Iqbal Rashid, interpretato da Jimi Mistry, Suleka Mathew, Kristen Holden-Riede Kyle MacLachlan.

## Titolo
Il titolo in lingua originale Touch of Pink riprende That Touch of Mink (reso in italiano Il visone sulla pelle) con Cary Grant.

## Trama
Alim è un giovane uomo gay, nato in Kenya, ma cresciuto a Toronto, in Canada. Trasferitosi a Londra per allontanarsi dall'ambiente conservatore musulmano nel quale è cresciuto, è impegnato in una relazione stabile con Giles. Per convincerlo a partecipare al matrimonio del cugino Khaled, la madre vedova, Nuru, raggiunge Alim a Londra. La visita inaspettata genera delle tensioni prima nella coppia, con Alim e Giles forzati a comportarsi come coinquilini, poi tra Alim e la madre, cui il ragazzo si risolve infine a parlare della propria omosessualità. Perdurante sostegno dall'adolescenza per Alim è un amico immaginario, che si presenta come il fantasma di Cary Grant.
Dopo che il coming out porta Alim e Nuru a litigare, la donna decide di tornare a Toronto, seguita da figlio dopo la rottura con Giles. Nuru tuttavia comprende che la rappresentazione di benessere e successo che vuole essere offerta dal matrimonio di Khaled è in realtà fasulla, e accoglie con gioia e sollievo il momento di verità offerto dall'arrivo di Giles. Alim a sua volta comprende che è giunto il momento di diventare adulti e di impegnarsi pienamente nella relazione con Giles, decidendo infine di rinunciare alle false conferme offerte dal fantasma di Cary Grant.

## Accoglienza
La commedia è stata presentata in anteprima all'edizione del 2004 del Sundance Film Festival, con Sony Pictures Classics che ne ha acquisito i diritti per la distribuzione.
Del film è stata particolarmente apprezzata l'interpretazione di Kyle MacLachlan dello spirito di Cary Grant, ben bilanciata tra l'imitazione e la parodia dell'attore hollywoodiano. Viceversa, il giudizio complessivo sul film è controverso, con la commedia giudicata nel complesso «forzata» e «artificiosa».
Il film ha incassato 564 535 dollari a livello nazionale e 16 520 dollari a livello internazionale, per un totale mondiale di 581 055 dollari.

## Edizione in italiano
Il doppiaggio in italiano è stato diretto da Riccardo Rossi.